# Sopa de sésamo negro
La sopa de sésamo negro (sopa de ajonjolí negro) es un popular postre chino ampliamente presente en China. Suele servirse caliente.

## Preparación
En la gastronomía cantonesa es un tipo de tong sui o sopa dulce (parecida al pudin occidental). Su ingrediente principal es la semilla de sésamo negro molida en forma de harina. A veces se añade azúcar granulado, si bien las semillas de sésamo suelen ser lo suficientemente dulce por defecto. También puede hacerse fácilmente en casa usando sobres instantáneos. Esta sopa es quizá la más espesa de todos los tong sui. Algunas veces también se añade tangyuan a la sopa de sésamo negro.